# Нуклеус (археология)

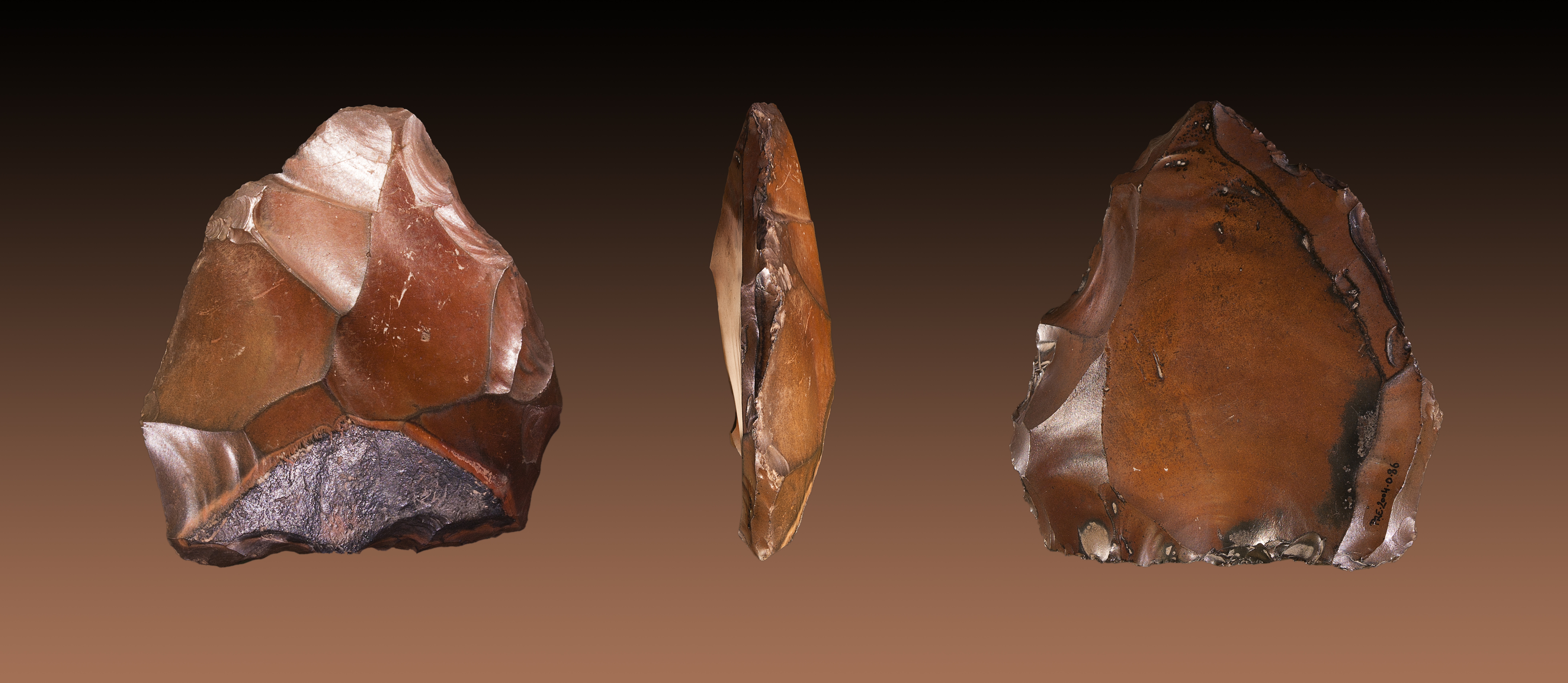
Нуклеус типа леваллуа

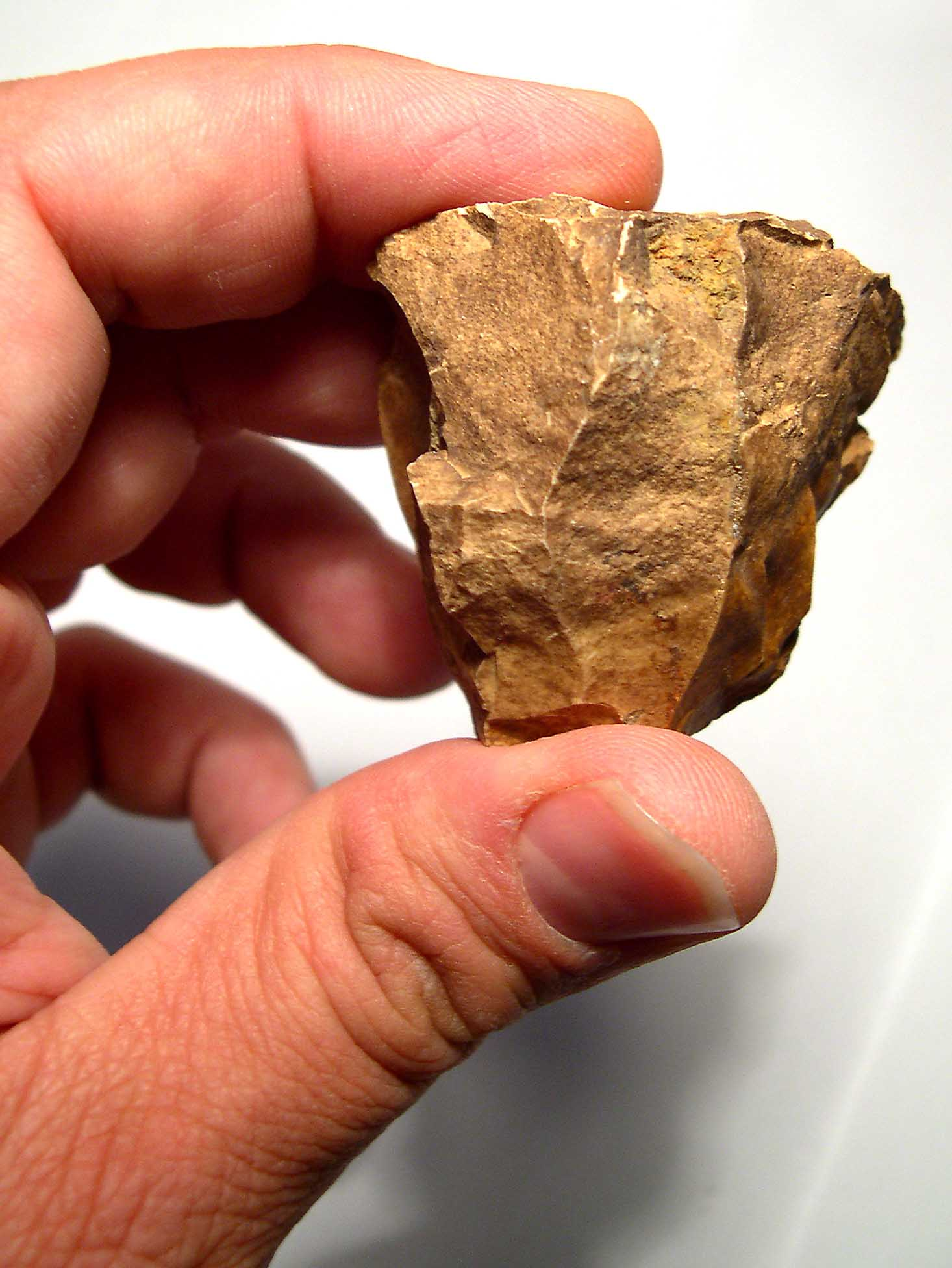
Нуклеус из пещеры Ла-Винья, Астурия

Ну́клеус (от лат. nucleus — ядро, англ. core, фр. nucléus, нем. Kern) — ядрище, осколок камня (кремня, обсидиана, яшмы и др.), находящийся на какой-то стадии «первичного раскалывания» (англ. knapping, фр. taille, débitage) при производстве каменных орудий. Как и полностью отработанное ядрище, относящееся к категории отходов. Для орудий или сколов-заготовок (англ. blanks, фр. supports) используются отщепы и пластины, скалываемые с ядрища. Сам нуклеус также может использоваться как орудие, сразу или после некоторой доработки. К ядрищным орудиям относятся ручные рубила и древнейшие топоры.
Исходным материалом для нуклеусов служат желваки, валуны, гальки, плитки или целые куски породы. Крупные отщепы также могут использоваться для т. н. «вторичных ядрищ». Готовое для начала снятий изделие называют «пренуклеус» или «облупень». Для снятия отщепов использовались древнейшие «дисковидные» нуклеусы. Они сами по себе имеют множество разновидностей. Из них «нуклеусы леваллуа» представляют соответствующую, наиболее совершенную индустрию скалывания отщепов, приходящуюся на период среднего палеолита.

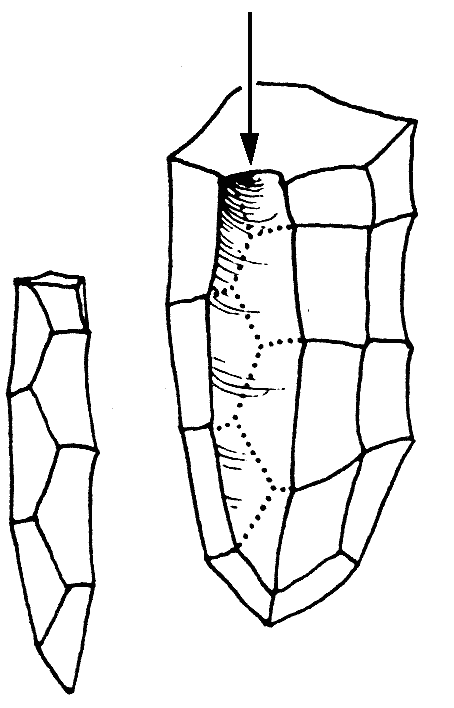
Нуклеус и сколотый с него отщеп. Такой отщеп уже имеет достаточно острые боковые кромки для использования в качестве инструмента.

Пластины тоже могли скалываться с дисковидных ядрищ. Но более для этого подходят призматические и пирамидальные (конусовидные) нуклеусы. Эта индустрия стала преобладающей в позднем палеолите. Переходными к ним являются подпризматические (протопризматические) и протопирамидальные нуклеусы. Для мезолита характерны миниатюрные и карандашевидные нуклеусы, так как с них снимались микроотщепы и пластинки микролитической индустрии. Неолитические нуклеусы чаще бывают призматическими.
При всём многообразии форм нуклеусов, они обязательно имеют 1—3 специально оформленных площадки (англ. striking platform, фр. plans de frappe), куда и прилагается усилие для отщепления. Хотя бывают и многоплощадочные (бессистемные, аморфные) нуклеусы. Остальная их поверхность полностью или частично покрыта негативами сколов отщепов или пластин. Процесс самого скалывания постоянно совершенствовался. Что проявлялось в приёмах нанесения удара в нужное место ударной площадки, сначала камнем, а среднем палеолите — «мягким» ударником из рога или дерева. В позднем палеолите перешли от ударной техники к отжимной. Этнографически известна и техника с использованием посредника. Но наличие её в древности не доказано.

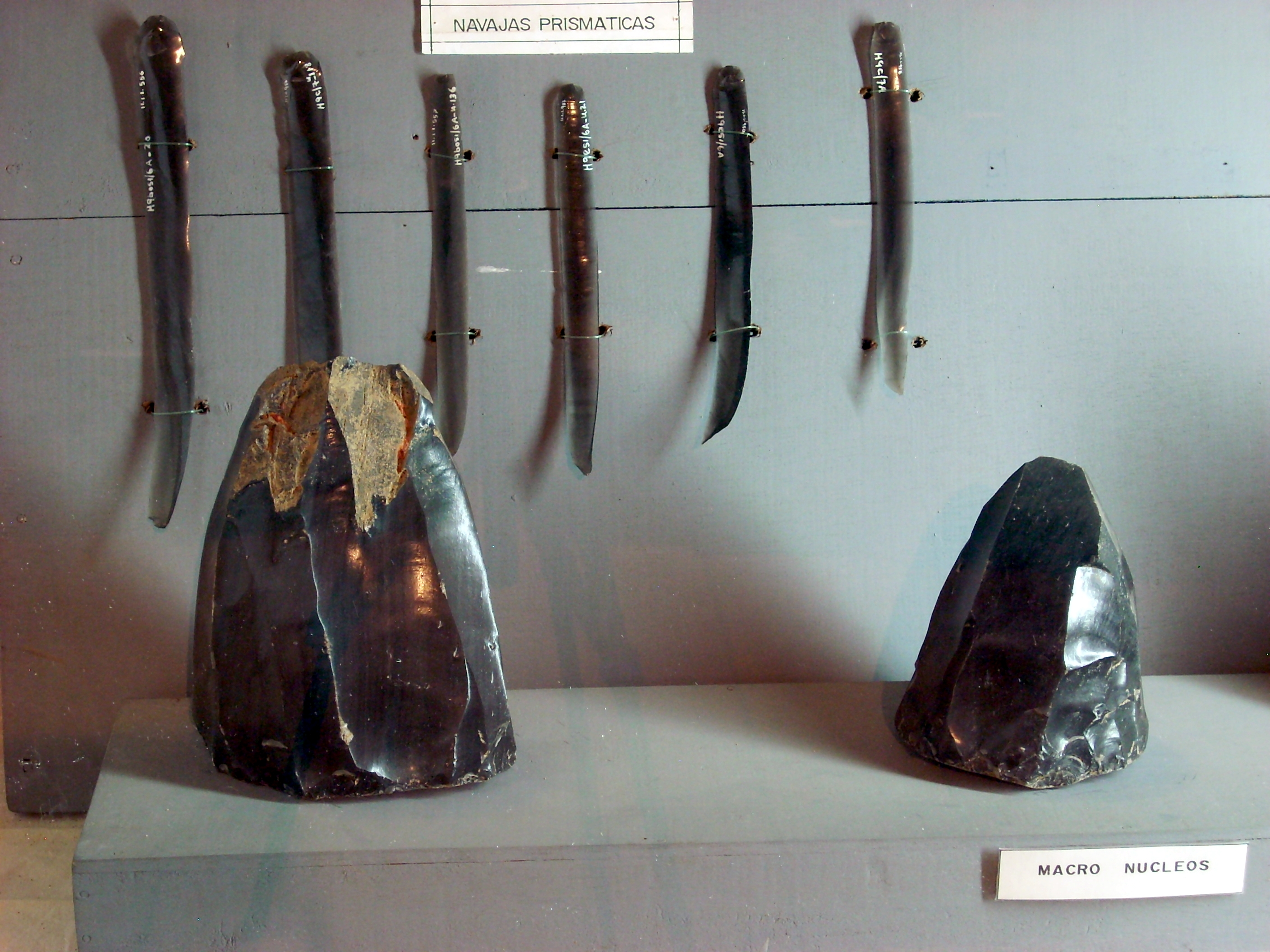
Обсидиановые нуклеусы и пластины из Гватемалы